# Scalicella umbonata
Scalicella umbonata är en mossdjursart som först beskrevs av Busk 1852.  Scalicella umbonata ingår i släktet Scalicella och familjen Catenicellidae. Inga underarter finns listade i Catalogue of Life.